# Magyar Kamilliánus Családok Társasága Egyesülete
A Magyar Kamilliánus Családok Társasága Egyesülete a kamilliánusok harmadrendje, katolikus lelkiségi mozgalom. Tagjai a kamilliánus szerzetesek munkáját támogatják.

## Története
A kamilliánus rend alapítója, Lellisi Szent Kamill már a rend 1582-es alapításakor együttműködött egy laikusokból álló csoporttal. A rend 1591-es jóváhagyását követően nem sokkal Szent Kamill laikus társaságot alapított a rend tevékenységének segítésére. Ám a Világi Kamilliánus Család (Lay Camillian Family) nemzetközi alkotmányát csak 1995-ben kezdték kidolgozni, a Szent Kamill szülőhelyén, az olaszországi Bucchianicoban tartott kamilliánus rendi káptalan után, melyet 1998-ban három évre ideiglenesen, 2001. június 7-én pedig kisebb módosításokkal véglegesen jóváhagyott a Megszentelt Élet Intézményeinek és az Apostoli Élet Társaságainak Kongregációja. Több, mint 120 Kamilliánus Család működik 20 országban 1849 taggal. Magyarországon található a legtöbb Kamilliánus Család.
A Magyar Kamilliánus Családok Társasága Egyesülete létrehozója P. Dr. Anton Gots osztrák kamilliánus szerzetes. 1985 óta munkálkodott létrehozásán Magyarországon. Mint hivatalos egyesületet 1992. december 15-én jegyezték be. 2000-ben a Kamilliánus Családokhoz 38 család, 545 tag tartozott. 2006-ban 28 településen 44 család működött, 750 taggal. 28 szociális otthonban és 30 kórházban voltak jelen. Erdélyben 175 taggal 9, Ukrajnában 1 és a Vajdaságban 52 taggal 2 Kamilliánus Család működött. 2008-ban 102 magyar Kamilliánus Család működött Magyarországon és annak szomszédos országaiban. Minden évben alakulnak újabb családok Magyarországon, viszont számszerűségét tekintve ez nem emelkedik, hanem stagnál, a közben megszűnő, tevékenységüket nem végző családok miatt. A kamilliánus családok Magyarországon főként az ország keleti régiójában, a Nyíregyházán működő kamilliánus rendház vonzáskörében alakulnak. A Szent Kamill "Életet az Életnek" Közhasznú Alapítványt 1998-ban alapította a Magyar Kamilliánus Családok Társasága Egyesület. Fenntartásában működik a Szent Kamill Rehabilitációs Központ az értelmileg akadályozott és fogyatékos emberek segítésére.

## Tevékenysége
A Kamilliánus Családok olyan világi mozgalom, amely a kamilliánus szerzetesek munkáját támogatja az egészségügy minden területén, Lellisi Szent Kamill szellemében, sajátos struktúrával és megfelelő kiképzéssel. A helyi lelkésszel együttműködve segítik a betegek, elesettek és a szegények lelki gondozását. A plébánia szerves részeként látják el a betegpasztorációs munkát. A lelki gondozás liturgiából, a szentségek kiszolgáltatásából, különböző osztályok meglátogatásából és személyes beszélgetésekből áll. Vannak Kamilliánus Családtagok, akik nem csak saját plébániájukon, hanem másutt is működnek. Minden családnak megvan a saját tevékenységi köre. Vannak, akik kórházakban látogatják a betegeket, vannak, akik az öregek otthonába járnak, vannak, akik a hajléktalanokat látják el, vannak, akik magánházakban teljesítenek szolgálatot, és vannak, akik a cigánysággal, a kisebbségekkel foglalkoznak. Nyíregyháza két kórházában segítenek a betegek lelkigondozásában. Betegekkel beszélgetnek, adományokat osztanak szét, szentségeket szolgáltatnak ki, és együtt imádkoznak az idős emberekkel. Az intézetek különböző adományokat kapnak, amelyeket szintén a kamilliánusok segítségével osztanak szét. Ők külön kiképzést kaptak. Ez a team igen rövid idő alatt magas szintű elismerésben részesült a kórház orvosi és ápolói részéről, és integrálódott az intézmény humánpolitikai részlegébe. A kamilliánus szerzetesek segítenek beindítani a Kamilliánus Családokat, megadják a szellemi kíséretet, és segítik a csoportokat a szociális munkában. Számukra évente kétszer tartanak lelkigyakorlatokat – Dobogókőn és Nyíregyházán –, valamint vannak hétvégi elmélyítő lelkigyakorlatok az ország különböző pontjain.

### Tagság
A Kamilliánus Családok kimondottan világi mozgalom. Ökumenikus szellemben tevékenykednek, ami azt jelenti, hogy más keresztény felekezetek hívei is igazi és teljes jogú tagok lehetnek. Egy Kamilliánus Család körülbelül 15–20 főből áll, de vannak kisebb létszámból álló családok is. A tagok lehetnek házasok vagy cölibátusban élők, papok és szerzetesek, fiatalok és idősek, férfiak és nők, egészségesek, sérültek és betegek. Szervezetileg a családok a lehető legegyszerűbbek: van egy vezető és a segítői. Vannak egyéni tagok is, akik valamilyen megfontolásból nem szeretnének csoportosan tevékenykedni. Nincs semmilyen anyagi befektetés a tagok részéről. Munkájukat ingyenesen és önkéntesen végzik szabadidejükben.
Minden tag részt vesz egy bevezető kurzuson, ami 6-9 hónapig tart, ahol gyakorolják a kommunikációt, ápolják az ima- és elmélkedő életet, tanulmányozzák Jézus és a szenvedők kapcsolatát, valamint Szent Kamill életpéldáját. A képzés az "avatás szertartásával" zárul: szentmise keretén belül leteszik az egész anyaszentegyház előtt a küldetési szertartást, és itt kapják meg a kamilliánusok jelképét, a piros keresztet, kitűző formában. Ettől kezdve a Család önállóan dolgozik, a tagok a Család irányításával végzik munkájukat. A családtagok 4-6 hetenként találkoznak, ekkor együtt imádkoznak, elmélkednek, elmélyítik vallásos ismereteiket, beszámolnak vállalt feladataik teljesítéséről. A nap meghatározott órájában a nagy kamilliánus család minden tagja imában gondol a többiekre.